# Hakoah Amidar Ramat Gan
Der Hakoach Maccabi Amidar Ramat Gan Football Club (hebräisch מוֹעֲדוֹן כַּדּוּרֶגֶל הַכֹּחַ מַכָּבִּי עַמִּידָר רָמַת גַּן Mōʿadōn Kaddūregel Ha-Koach Makkabbī ʿAmīdar Ramat Gan) ist ein israelischer Fußballverein in Ramat Gan. Aktuell spielt der Verein in der dritten Liga, der Liga Alef. 

## Erfolge
- Israelischer Meister: 1964/65, 1972/73
- Israelischer Zweitligameister: 1978/79, 2007/08
- Israelischer Pokalsieger: 1968/69, 1970/71
- Israelischer Pokalfinalist: 1972/73
- Israelischer Ligapokalsieger: 1996, 1997, 1999

## Stadion

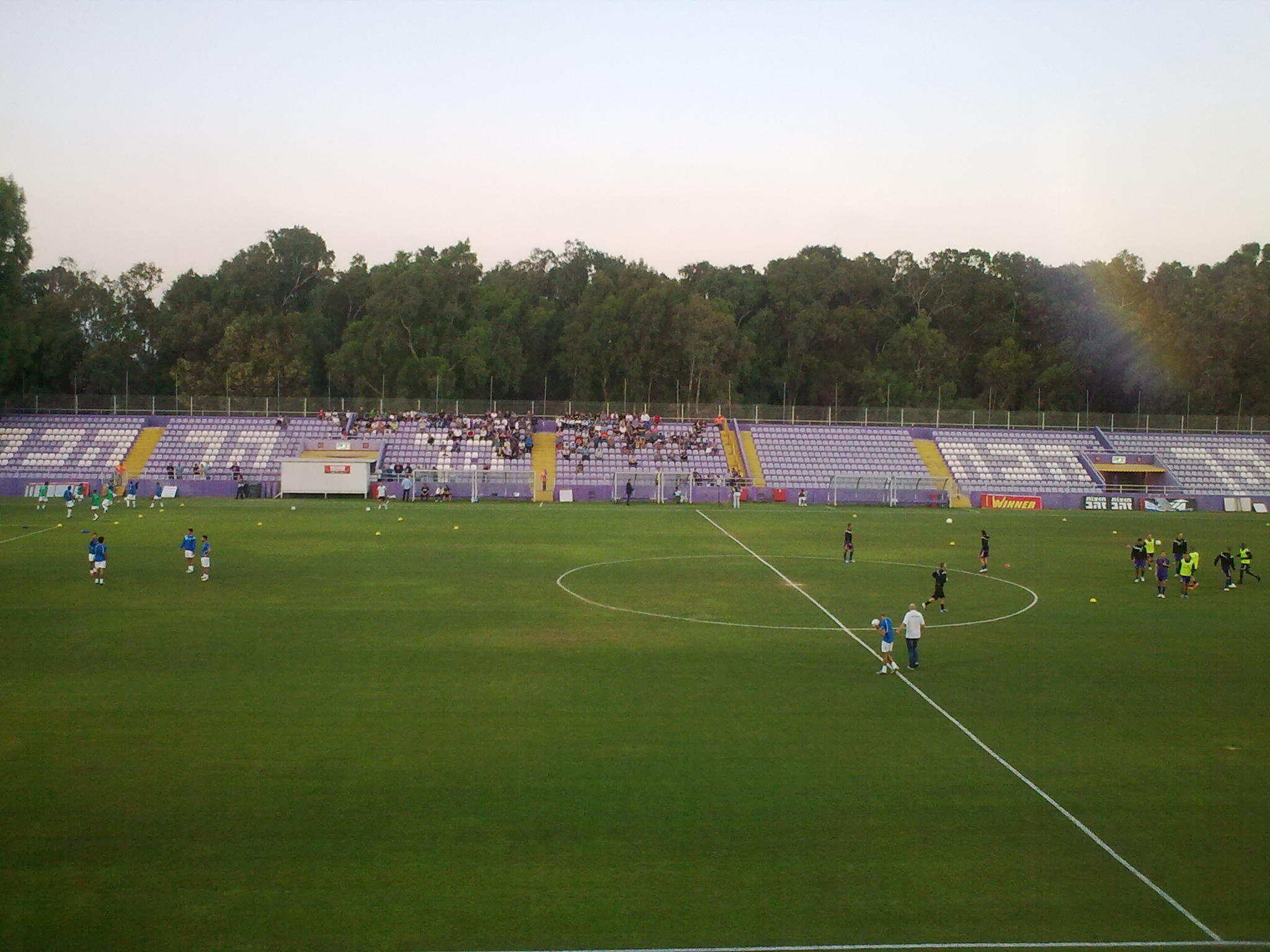
Winter-Stadion

Der Verein trägt seine Heimspiele im Winter-Stadion Ramat Gan / רָמַת־גַּן aus. Das Stadion hat ein Fassungsvermögen von 8000 Personen.

## Trainerchronik
| Trainer            | Nation            | von               | bis               |
| ------------------ | ----------------- | ----------------- | ----------------- |
| Itzhak Schneor     | Israel            | 1. Juli 1964      | 30. Juni 1965     |
| David Schweitzer   | Israel            | 1. Juli 1966      | 30. Juni 1968     |
| Edmond Schmilovich | Israel Rumänien   | 1. Juli 1966      | 30. Juni 1967     |
| Michael Kadosh     | Israel            | 1. Juli 1978      | 30. Juni 1981     |
| Shmuel Perlman     | Israel            | 1. Juli 1984      | 30. Juni 1985     |
| Eli Cohen          | Israel            | 1. Juli 1986      | 30. Juni 1990     |
| Michael Kadosh     | Israel            | 1. Juli 1996      | 30. Juni 1998     |
| Gili Landau        | Israel            | 1. Juli 1999      | 1. März 2000      |
| Andriy Bal         | Ukraine           | 1. Juli 1999      | 30. Juni 2000     |
| Yuval Naim         | Israel            | 1. Juli 2001      | 31. Juli 2005     |
| Rafi Cohen         | Israel            | 1. Juli 2002      | 30. Juni 2004     |
| Uri Malmilian      | Israel            | 1. Juli 2003      | 30. Juni 2007     |
| Dudu Dahan         | Israel            | 1. Juli 2007      | 30. Juni 2009     |
| Ronen Weinstein    | Israel            | 4. November 2009  | 3. April 2011     |
| Mair Someh         | Israel            | 1. Mai 2011       | 16. Dezember 2012 |
| Rafi Cohen         | Israel            | 27. Dezember 2012 | 30. Juni 2013     |
| Miro Ben Shimon    | Israel            | 4. Februar 2013   | 30. Juni 2013     |
| Danny Niron        | Israel Dänemark   | 15. Oktober 2013  | 30. Juni 2014     |
| Ronen Weinstein    | Israel            | 21. August 2014   | 18. Dezember 2014 |
| Zachi Tiyar        | Israel            | 18. Dezember 2014 | 25. März 2015     |
| Omer Peretz        | Israel            | 1. Juli 2018      | 23. Juni 2019     |
| David Martane      | Israel Frankreich | 2. Juli 2019      | 6. Juli 2020      |